# Metassomatismo

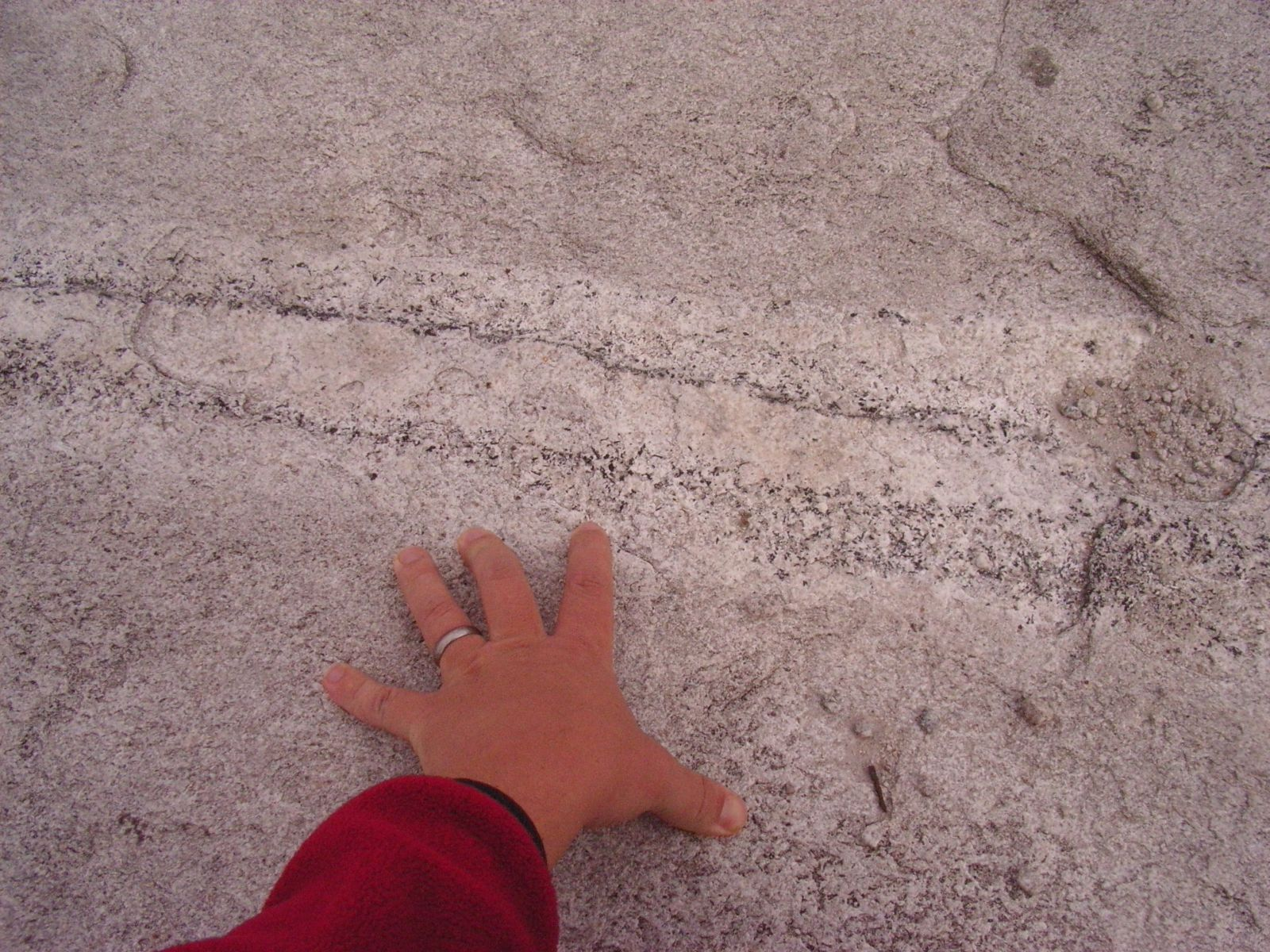
Zonas de alteração num metagranito. Esta imagem detalha a alteração metassomática do metagranito em Stone Mountain que se manifesta em bandas ricas de plagioclásio sódico, anfibólio e turmalina. Localização: Stone Mountain, Geórgia, EUA

Metassomatismo é um processo geológico onde um mineral é substituído quimicamente, sofrendo metamorfose, convertendo-se em outro, trazido por solução ou por gases magmáticos.
O metamorfismo deste tipo, em geral está restrito às imediações de um corpo intrusivo, que fornece os fluidos capazes de provocar a metasomatização das rochas encaixantes. Os sinônimos da palavra metassomatismo são metassomatose e processo metassomático. A palavra metassomatose também pode ser usada como um nome para variedades específicas de metassomatismo (por exemplo Mg-metassomatose e Na-metassomatose ).

## Descrição
Enquanto o metamorfismo é pensado como um processo isoquímico, o metassomatismo é um processo que se dá com troca de matéria e provoca grandes mudanças nas composições químicas das rochas envolvidas, levando ao surgimento de novos minerais mantendo a forma dos anteriores, como é caso de feldapatos totalmente seriticizados ou caolinizados.
O metassomatismo é, então, um processo de alteração e/ou transformação quimica de uma rocha principalmente pela ação de fase fluída reagente, resultando em entrada e/ou saída significativa de componentes químicos da rocha com modificação importante de seus minerais (reações metassomáticas). A rocha assim transformada chama-se metassomatito.
Os processos metassomáticos se dão, muitas vezes, sobre rochas geralmente mais reativas como calcários, mas podem se dar em qualquer tipo de rocha desde que ocorra conflito geoquímico entre fluido e rocha e em condições termodinâmicas adequadas para as reações de substituição de minerais. Existem ambientes preferenciais de metassomatismo como regiões de falhas, de chaminés vulcânicas, de encaixantes de intrusivas ricas em fluidos como sienitos alcalinos, etc… permeadas por fluidos H2O e/ou CO2, F, Cl, B, etc.. fortemente aquecidos. Ao metassomatismo associa-se, muitas vezes, a substituição de um mineral por outro(s) mas com a manutenção da forma (pseudomorfose) do mineral substituído. Muitas jazidas estão relacionadas com processos metassomáticos, como, por exemplo, scheelita em tactitos, galena e esfalerita em calcários metassomatizados. Em condições de ultrametamorfismo, associadamente a processos de fusão parcial, ocorrem reações metassomáticas devidas a migração de K, Na e outros cátions tendendo a "granitizar" a rocha migmatítica.
Existem dois tipos de metassomatismo, o "Metassomatismo pneumatolítico" que é o metassomatismo que envolve elementos voláteis. Minerais novos podem ser formados de reações de gases com minerais já existentes ou por reações entre gases. Também há o "Metassomatismo hidrotermal" que é o metassomatismo que envolve a água em altas temperaturas. Soluções hidrotermais, sob pressão e a temperatura entre 100 e 250ºC, são capazes de atravessar rochas promovendo a formação de novos minerais.

## Assembléias de alteração
A investigação de rochas alteradas em depósitos hidrotermais de minério destacou vários tipos onipresentes de assembleias de alteração, que criam grupos distintos de efeitos de alterações metassomáticas, texturas e assembleias minerais.
- Alteração propilítica é causada por fluidos hidrotermais portadores de ferro e enxofre e geralmente resulta em alteração epídoto-clorito-pirita, geralmente com faces de hematita e magnetita.
- Albita-epidoto A alteração é causada por líquidos contendo sílica rica em sódio e cálcio, e normalmente resulta em fraca albita-sílica-epídoto
- 'Alteração potássica' , típica dos depósitos de pórfiro cobre e dos filamentos de ouro, resulta na produção de minerais micáceos, potássicos, como biotita em rochas ricas em ferro, mica de moscovita ou sericita em rochas félsicas e alteração de ortoclase (adularia), geralmente bastante difundida e produzindo ourelas distintas nas veias de alteração rosa-salmão.

Tipos mais raros de fluidos hidrotérmicos podem incluir fluidos altamente carbônicos, resultando em reações avançadas de carbonatação da rocha hospedeira típica de calc-silicatos e fluidos de sílica-hematita, resultando na produção de jasperóides, manto depósitos de minério e zonas invasivas de silicificação, normalmente em estratos de dolomita. Minerais estressados e rochas campestres de plutons graníticos são substituídos por porfiroblastos de ortoclase e quartzo, nos monzonitos de quartzo Papoose Flat Dickson, (1996, 2000, 2005).